# Картер, Джон (политик, 1941)
Джон Райс Картер (англ. John Rice Carter; род. 6 ноября 1941, Хьюстон, Техас) — американский политический деятель, член Палаты представителей США от Техаса с 3 января 2003 года.

## Биография
Родился 6 ноября 1941 года в Хьюстоне, штат Техас, США. В 1964 году окончил Техасский технологический университет по специальности «история», а в 1969 году получил степень доктора юридических наук на юридическом факультете Техасского университета в Остине.
После окончания учёбы Картер стал главным консультантом по юридическим вопросам комитета по вопросам сельского хозяйства Палаты представителей Техаса, а затем стал работать юристом в Раунд-Роке.
В 1981 году Картер был назначен судьёй окружного суда округа Уильямсон, переизбираясь на этот пост четыре раза.

## Карьера
В 2001 году Картер ушёл в отставку с поста судьи для выдвижения своей кандидатуры в Палату представителей от недавно образованного 31-го округа штата. В праймериз Республиканской партии он занял второе место, а во втором туре победил своего однопартийца Питера Уэринга, после чего одержал победу на всеобщих выборах.
В 2016 году Картер был переизбран на очередной срок, набрав 58,4% голосов и одержав победу над кандидатом от Демократической партии Майком Кларком и кандидатом от Либертарианской партии Скоттом Биллардом. В 2018 году Картер был вновь переизбран, победив кандидата от Демократической партии М. Дж. Хегара, набрав 144 680 голосов против 136 362, что стало победой с наименьшим отрывом за всю его карьеру.

## Личная жизнь
С 1968 года Картер женат на своей избраннице Эрике Картер. У них есть четверо детей и шестеро внуков. С 1971 года семья проживает в Раунд-Роке, штат Техас.